# Liste der Biografien/Dorm
Liste der Biografien |
Portal Biografien |
Personensuche
# |
A |
B |
C |
D |
E |
F |
G |
H |
I |
J |
K |
L |
M |
N |
O |
P |
Q |
R |
S |
T |
U |
V |
W |
X |
Y |
Z |
?
 
Da |
Db |
Dc |
Dd |
De |
Dg |
Dh |
Di |
Dj |
Dk |
Dl |
Dm |
Dn |
Do |
Dq |
Dr |
Ds |
Du |
Dv |
Dw |
Dy |
Dz
 
Doa |
Dob |
Doc |
Dod |
Doe |
Dof |
Dog |
Doh |
Doi |
Doj |
Dok |
Dol |
Dom |
Don |
Doo |
Dop |
Doq |
Dor |
Dos |
Dot |
Dou |
Dov |
Dow |
Dox |
Doy |
Doz
 
Dora |
Dorb |
Dorc |
Dord |
Dore |
Dorf |
Dorg |
Dorh |
Dori |
Dorj |
Dork |
Dorl |
Dorm |
Dorn |
Doro |
Dorp |
Dorr |
Dors |
Dort |
Doru |
Dorv |
Dorw |
Dory |
Dorz
Die Liste der Biografien führt alle Personen auf, die in der deutschsprachigen Wikipedia einen Artikel haben. Dieses ist eine Teilliste mit 44 Einträgen von Personen, deren Namen mit den Buchstaben „Dorm“ beginnt.

## Dorm

### Dorma
- Dormagen, Hubert (1806–1886), deutscher Arzt, Kunstsammler und Stifter
- Dorman, Andy (* 1982), walisischer Fußballspieler
- Dorman, Avner (* 1975), israelischer Komponist
- Dorman, Harold (1926–1988), US-amerikanischer Rock and Roll Sänger und Komponist
- Dorman, Lee (1942–2012), US-amerikanischer Rock-Bassist
- Dorman, Loretta (* 1963), australische Hockeyspielerin
- Dorman, Maurice Henry (1912–1993), britischer Diplomat
- Dorman, Michael (* 1981), neuseeländischer Schauspieler
- Dorman, Sam (* 1991), US-amerikanischer Wasserspringer
- Dorman-Smith, Reginald (1899–1977), britischer Diplomat, Soldat und Politiker
- Dormand, John, Baron Dormand of Easington (1919–2003), britischer Pädagoge und Politiker (Labour Party)
- Dormand, Jonathan, britischer Cellist
- Dormandi, Ladislas (1898–1967), ungarisch-französischer Schriftsteller und Verleger
- Dormandi, Olga (1900–1971), ungarische Malerin und Illustratorin
- Dormandy, Thomas (1926–2013), britischer Mediziner ungarischer Herkunft
- Dormann, Dorothee (* 1976), deutsche Biochemikerin
- Dormann, Emilie (1872–1950), Schweizer Krankenpflegerin und Geistliche
- Dörmann, Felix (1870–1928), österreichischer Schriftsteller, Librettist und FilmproduzentFelix Dörmann (1870–1928)

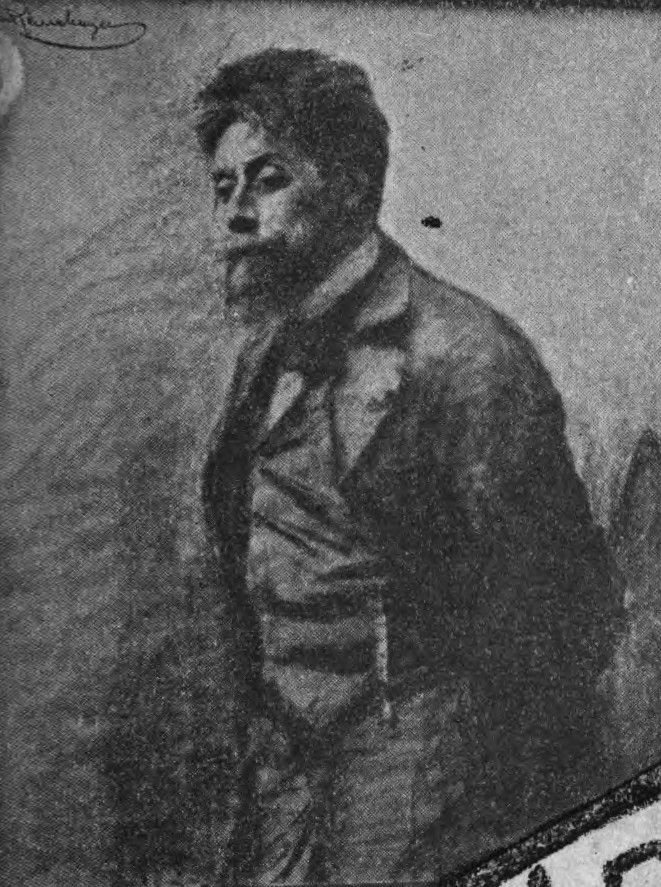
Felix Dörmann (1870–1928)

- Dormann, Geneviève (1933–2015), französische Journalistin und Schriftstellerin
- Dörmann, Johannes (1922–2009), deutscher katholischer Theologe und Missionswissenschaftler
- Dormann, Jürgen (* 1940), deutscher Unternehmer
- Dörmann, Martin (* 1962), deutscher Politiker (SPD), MdB
- Dörmann, Norbert (* 1958), deutscher Fußballspieler
- Dormann, Patricia (* 1966), Schweizer Beachvolleyballspielerin
- Dormann, Rosmarie (* 1947), Schweizer Politikerin (CVP)
- Dormans, Jean de († 1373), französischer Geistlicher, Bischof, Kardinal und Kanzler von Frankreich
- Dormayer, Bernd (* 1986), österreichischer Sounddesigner

### Dormb
- Dormbach, Hans (* 1908), deutscher Radrennfahrer

### Dorme
- Dorme, René (1894–1917), französischer Jagdflieger im Ersten Weltkrieg
- Dormeier, Heinrich (* 1947), deutscher Historiker
- Dormels, Rainer (* 1957), deutscher Koreanist
- Dormer, Geoffrey, 17. Baron Dormer (1920–2016), britischer Peer und Politiker (parteilos)
- Dormer, James Charlemagne (1834–1893), britischer Generalleutnant
- Dormer, Natalie (* 1982), britische SchauspielerinNatalie Dormer (* 1982)

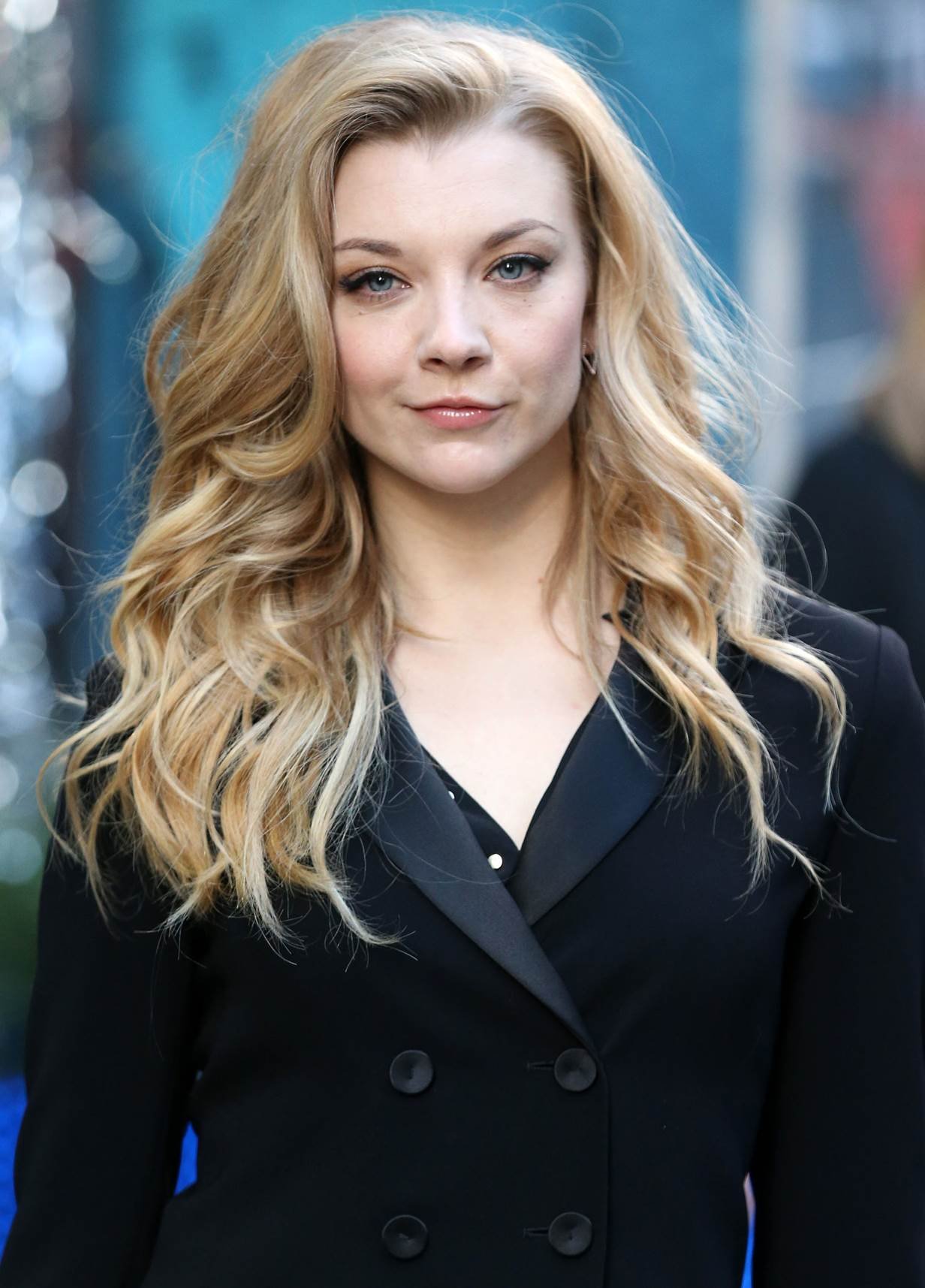
Natalie Dormer (* 1982)

- Dormer, Richard (* 1969), britischer Schauspieler
- Dormeus, Bradley (* 1998), bahamaischer Sprinter
- Dormeyer, Detlev (* 1942), deutscher Theologe

### Dormi
- Dormits, Sally (1909–1942), niederländischer Kommunist und Leiter der Widerstandsgruppe Nederlandse Volksmilitie
- Dormitzer, Else (1877–1958), deutsche Kinderbuchautorin
- Dormitzer, Ida (1886–1966), deutsche Buchhändlerin

### Dormo
- Dormond Béguelin, Marlyse (* 1949), Schweizer Politikerin
- Dormond, Sabine (* 1967), Schweizer Schriftstellerin
- Dormoy, Marx (1888–1941), französischer sozialistischer Politiker (SFIO)

### Dormu
- Dormus, Georg von (1853–1940), österreichischer Feldmarschalleutnant und Waffentechniker